# Lac Bussy
Lac Bussy är en sjö i Kanada.   Den ligger i regionen Nord-du-Québec och provinsen Québec, i den östra delen av landet, 700 km norr om huvudstaden Ottawa. Lac Bussy ligger 509 meter över havet. Arean är 12,5 kvadratkilometer. Den sträcker sig 6,1 kilometer i nord-sydlig riktning, och 8,2 kilometer i öst-västlig riktning.
Omgivningarna runt Lac Bussy är i huvudsak ett öppet busklandskap. Trakten runt Lac Bussy är nära nog obefolkad, med mindre än två invånare per kvadratkilometer.